# Кузьма Минин
Кузьма́ Ми́нин (полное имя — Кузьма́ Ми́нич Ми́нин; вторая половина XVI века — 21 мая 1616) — инициатор создания и один из руководителей Второго ополчения 1611—1612 годов, эпохи Смутного времени в Русском царстве, думный дворянин, русский национальный герой, соратник князя Дмитрия Пожарского.

## Биография

### Происхождение

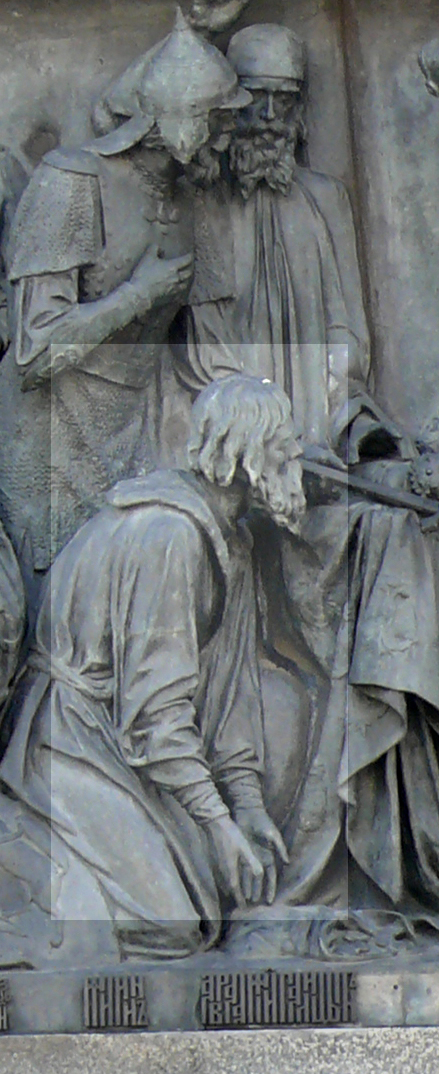
Кузьма Минин на памятнике «1000-летие России» в Великом Новгороде

Исходя из сохранившихся источников современные исследователи делают вывод, что Кузьма Минин должен был родиться между 1560 и 1585 годами. Но его происхождение достоверно не установлено. В историографии XIX века он отождествлялся с «Кузьмой Захарьевым сыном Сухоруком», который упоминается в 24 ноября 1602 года в купчей. В ней Андрей Афанасьевич Попов продал двор с садом и огородом на Никольской стороне и при межевании упомянут двор Кузьмы Захарьева сына Минина Сухорука. Как указывает исследователь В. И. Таланин, эта версия является ошибочной, поскольку имя «Захарий» в роду Мининых нигде не появляется; кроме того, ни в каких источниках не указывается на нижегородское происхождение Кузьмы Минина, упомянуто только, что он там жил. В настоящее время самой распространённой является так называемая балахнинская версия. Первым в XIX веке допускал происхождение из Балахны П. И. Мельников (Печерский), но серьёзно обосновал уже в XX веке нижегородский краевед И. А. Кирьянов. Его гипотезу в 1970-е годы поддержал В. А. Кучкин, после чего эта версия стала общепринятой. Кирьянов, оттолкнувшись от гипотезы Мельникова о связях Минина с Балахной сравнил городскую писцовую книгу с синодиками, в которых были записаны родственники Кузьмы, сделал вывод, что его отцом был живший в Балахне Мина Анкудинов. Однако ряд исследователей (В. И. Буганов в 1980 году, Б. М. Пудалов в 2007 году, С. В. Сиротин в 2010 году) ставили балахнинскую версию под сомнение. В их работах указывалось, что имя «Анкудин» не поминается ни в каких синодиках родственников Минина, также отсутствует совпадение редких имён из синодика Архангельского собора с балахнинскими Миниными; кроме того, среди них отсутствует имя достоверно известного брата Кузьмы — Сергея. В результате восстановления генеалогии балахнинских Мининых было показано, что он генеалогически никак не пересекался с родом Кузьмы Минина.
В 2002 году журналом «Огонёк» во врезке к статье историка В. Л. Махнача было заявлено о якобы татарском происхождении Кузьмы Минина. Интересно, что партнёром по солеварному делу и семейным другом Мининых был князь Дмитрий Пожарский, с которым Минины делили рассольную трубу. Кузьму Минина могли назвать по прямому христианскому имени Дмитрия Пожарского (которого также назвали Козмой (Космой), а не Дмитрием). Некоторые исследователи, однако, считают что балахнинская версия, хотя и объясняет связь с Пожарским, по меньшей мере спорна, а версия о татарском происхождении «не выдерживает критики». В. И. Таланин указывает, что она «является разновидностью „фолк-хистори“ и не имеет под собой никакой доказательной базы».
То, что доподлинно известно сегодня, и подкрепляется точными научными данными, а не домыслами, — это генеалогическое древо рода Кузьмы Минина. Отец — Мина, мать — неизвестна, сыновья Мины — Кузьма Минин (жена Татьяна Семёновна, в монашестве Таисия) и Сергей Минин, была у Мины и дочь Софья (монахиня), их сестра. На Нефёде, единственном сыне Кузьмы Минина и его жены Татьяны Семёновны, древо обрывается. Кузьма Минин — великий гражданин, «выборный всей земли» — первый демократически избранный легитимный исполняющий обязанности главы российского государства, нижегородец, посадский человек Нижнего Новгорода, как он и именуется в сохранившихся документах своего времени.

### Ранние годы
О ранних годах Кузьмы Минина известно мало. Выходец из семьи, принадлежавшей к средним слоям посада Нижнего Новгорода, он был посадским человеком из «молодших» (небогатых).

### Участие в ополчении

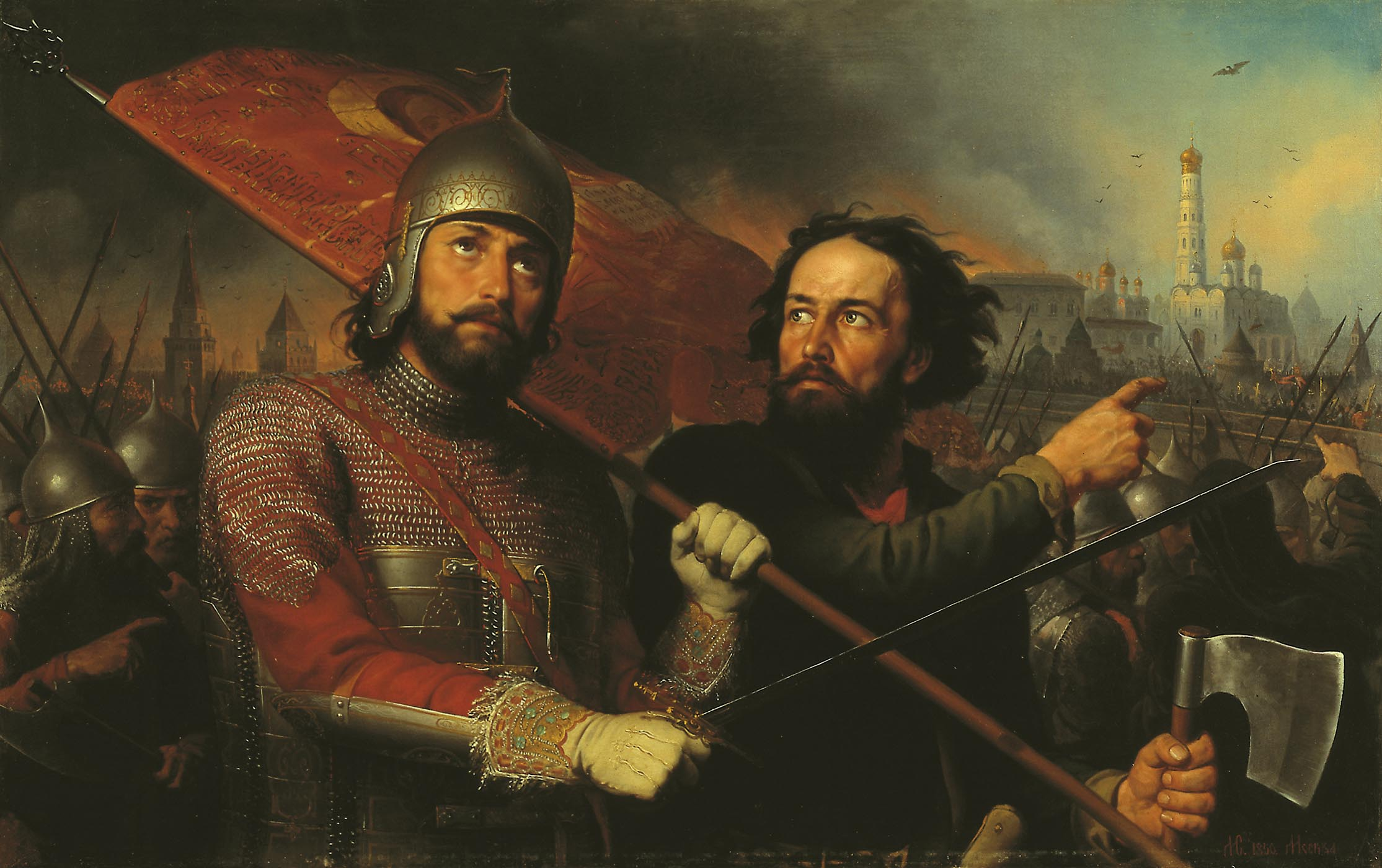
М. И. Скотти. Минин и Пожарский. 1850

Достоверно известно только то, что в начале XVII века он завёл лавку в Нижнем Новгороде и занялся мясной торговлей. В 1608—1610 годах в составе местного городского ополчения (под руководством воевод А. Алябьева и А. Репнина) участвовал в боях со сторонниками Лжедмитрия II. Нижегородцам тогда удалось разбить тушинцев, очистить от них окрестности города и приобрести боевой опыт.
Подробности о деятельности лично Минина становятся известными только с осени 1611 года, когда в Нижнем Новгороде зачитывали грамоту от патриарха Гермогена (но сейчас некоторые предполагают, что в реальности зачитывали грамоту Троицкого монастыря). На созванном для обсуждения грамоты городском совете присутствовали духовенство и старшие в городе люди. В числе участников был и избранный в сентябре земским (посадским) старостой Кузьма Минин — человек среднего достатка и по ремеслу мясник. На следующий после собрания день содержимое грамоты было оглашено горожанам. Незаслуженно забытый сейчас, а в реальности возглавивший вместе с Мининым и Пожарским нижегородское ополчение патриот протопоп Савва убедил народ «стать за веру», но гораздо конкретнее оказалась речь выступившего за ним Минина:

Захотим помочь московскому государству, так не жалеть нам имения своего, не жалеть ничего, дворы продавать, жён и детей закладывать, бить челом тому, кто бы вступился за истинную православную веру и был у нас начальником.
— С. М. Соловьёв. История России с древнейших времён. Том 8. Глава 8. Окончание междуцарствия
В Нижнем Новгороде начались постоянные сходки: рассуждали о том, как подняться, откуда взять людей и средства. С такими вопросами обращались прежде всего к Минину, и он подробно развивал свои планы. С каждым днём росло его влияние; нижегородцы увлекались предложениями Минина и наконец решили образовать ополчение на новых началах, созывать служилых людей и собирать на их содержание деньги.
Вождём ополчения выбрали князя Дмитрия Пожарского, лечившегося тогда от ран в нижегородском имении и пожелавшего, чтобы хозяйственная часть в ополчении была поручена Минину.

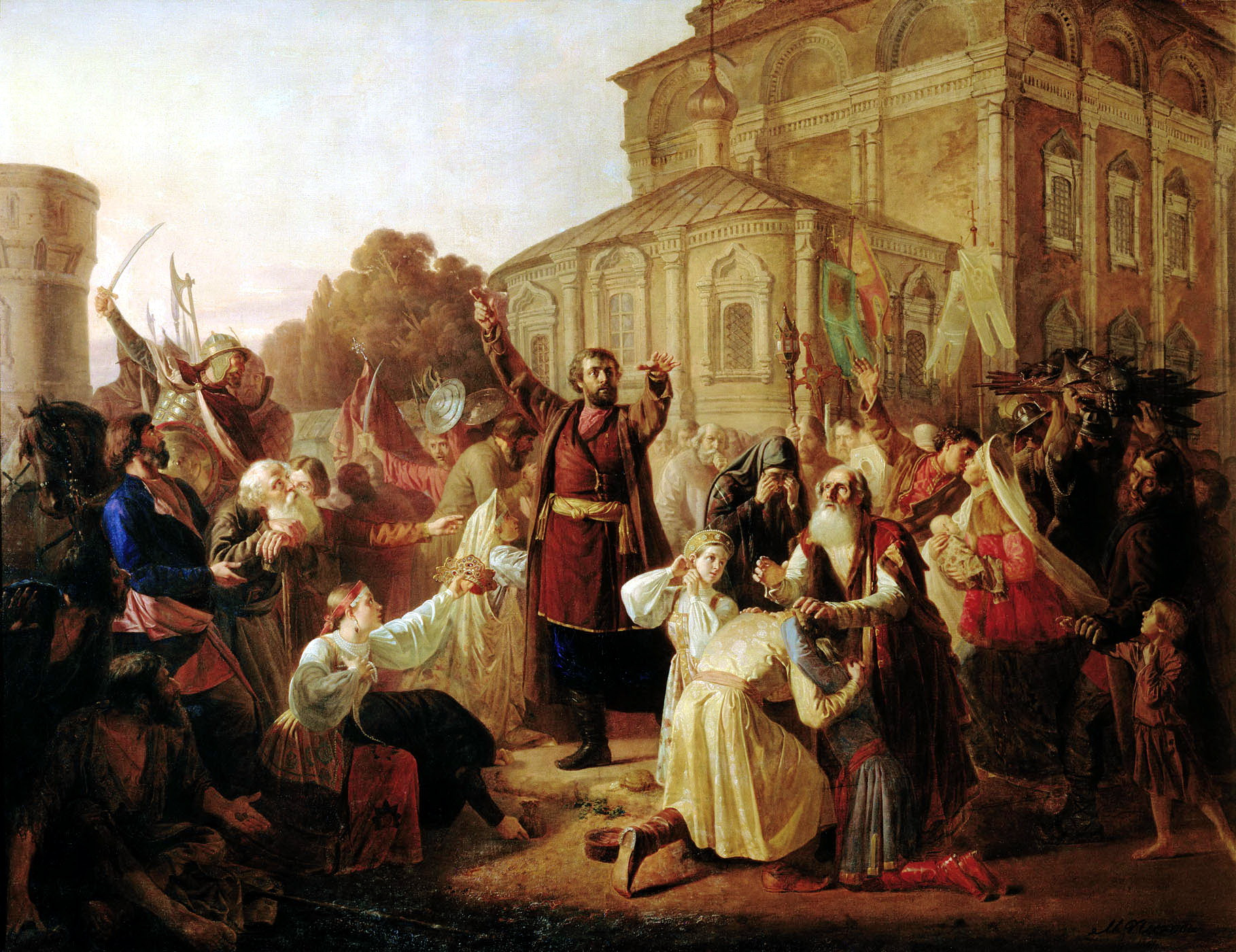
Песков М. И. «Воззвание к нижегородцам гражданина Минина в 1611 году» (1861)

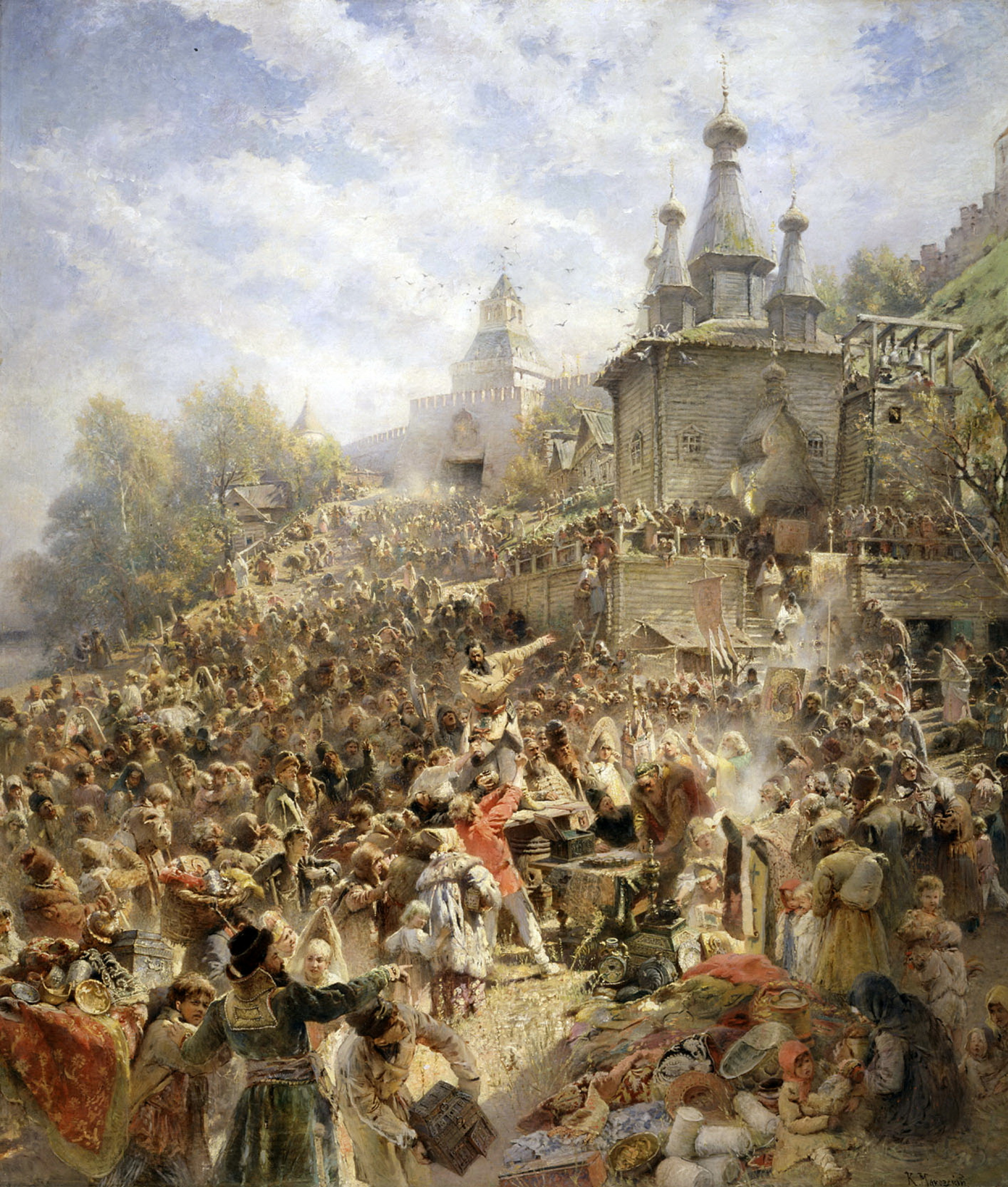
Маковский К. Е. «Воззвание Минина»

При поддержке войск Пожарского Минин осуществил оценку имущества нижегородского населения и определил часть, которая должна пойти на ополчение. По совету Минина давали «третью деньгу», то есть третью часть имущества, либо, в некоторых случаях, пятую часть. Лица, которые не желали выделять требуемой суммы, отдавались в холопы, а их имущество полностью конфисковалось.
По словам летописи, он «жаждущие сердца ратных утолял и наготу их прикрывал и во всём их покоил и сими делами собрал не малое воинство». К нижегородцам скоро примкнули и другие города, поднятые известной окружной грамотой, в составлении которой, несомненно, участвовал Минин. В отличие от опиравшегося на исключительно храбрую, но низкооплачиваемую казацкую вольницу Первого ополчения, Минин не жалел денег на более дисциплинированных, пусть и более дорогостоящих, военных специалистов. И нижегородцы, и Пожарский сами участвовали в Первом ополчении, отбили почти 9/10 Москвы, а затем из-за отсутствия осадной артиллерии и специалистов по осаде городов ничего не могли поделать с засевшими в Китай-городе и неприступном Московском Кремле поляками и малороссийскими казаками. Первыми пришли находившиеся недалеко от Нижнего Новгорода, в Арзамасе, смоленские стрельцы, участвовавшие в обороне Смоленска, но помилованные королём Сигизмундом после взятия города (при этом они отказались идти на службу к нему и к его сыну Владиславу). Минин сумел положить даже рядовым военным специалистам очень высокое жалованье — от 30 до 50 рублей в год. К нему пришли многие люди из военных сословий — не только подданные Московского государства, но и множество наёмников из других стран — и с Востока, и с Запада, как подчёркивает Симон Азарьин — «со всей Вселенной».
В начале апреля 1612 года в Ярославле стояло уже громадное ополчение с князем Пожарским и Мининым во главе. Кузьма вошёл в «Совет всей земли», созданный в Ярославле в середине 1612 года и до созыва Земского собора в 1613 году выполнявший функции высшего органа государственной власти, который он фактически возглавил, хотя из-за обычая местничества его подпись была только 15-й. Ведь он привлёк в Совет всей земли и приведшего с собой в Ярославль множество казаков ближайшего родственника Ивана Грозного — племянника его жены — князя Дмитрия Михайловича Черкасского, и самых родовитых бояр-Рюриковичей. Совет обратился за военной помощью к королю Швеции и императору Священной Римской империи, обещая их сыновьям московский престол — и получил из Германии и Швеции помощь большими воинскими отрядами, а, самое главное, обезопасил свой тыл от нападения шведов, их марионеточного Новгородского государства и Священной Римской империи в условиях, когда Речь Посполитая заключила с ними перемирие и хотела напасть на русских совместно с ними. Чтобы удержать часть служивых поляков, не исключал Минин и избрание на царство Владислава IV. Категорически отрицалась только возможность участия в управлении великой русской державой Сигизмунда III и любых других иностранцев, кроме принявшего православие царя. Впоследствии, на Земском соборе, всем иноземным претендентам на московский трон был дан от ворот поворот — чтобы не оскорблять никого из них и не вносить смуту в отношения христианских государств между собой. Простых иностранных кондотьеров в Ярославле Минин уже в ополчение не принимал. Казаки князей Черкасского и Шаховского организовали свой Круг, и Минин искал деньги на выполнение решений и «господ», и «товарищей», на всё полезное для державы Кузьма деньги находил сразу, а на остальное обоим органам власти тоже не отказывал, а «продолжал деньги искать». 7 апреля 1612 года Совет всей земли назвал Московское государство великой русской державой. Но тут ополчение начала косить страшная моровая язва. Вопреки ожиданиям Семибоярщины ополчение не разбежалось, а благодаря грамотным санитарным мерам эпидемию удалось прекратить. Убедившись в безопасности тыла, ополчение выступило на Москву. По пути продвижения ополчения к Москве, Минин повсеместно организовывал (в том числе и под угрозой наказания ослушников) сбор чрезвычайного налога (две трети «имения своего в казну ратным людям отдати») для выплаты жалованья ратным людям, а также по сообщению Пискарёвского летописца, принимал у них присягу. Во многом благодаря усилию Минина земское войско, подошедшее в августе к Москве, отличалось хорошей организованностью и снабжением.
В боях за Москву 22—24 августа (1—3 сентября н. ст.) 1612 г. Минин командуя отрядом проявил находчивость и воинскую доблесть. Его отряд, состоявший из трех дворянских сотен и хоругви перешедшего к нему на службу из Речи Посполитой ротмистра Хмелевского (во Втором ополчении было очень много людей из Речи Посполитой, обычно из её западнорусских земель, но также и противники Сигизмунда III другого происхождения — например, опасавшиеся его мести участники Сандомирского рокоша), форсировал Москва-реку и ударом во фланг польско-литовского войску, обрушился на поставленные гетманом Я. К. Ходкевичем у Крымского двора две литовские роты. Пешие русские ратники увидели паническое бегство неприятеля, соединились с отрядом Минина и преследовали бегущих до самого стана Ходкевича. Здесь противник не смог выдержать натиска, потеряв на месте до 500 человек, вынужден был оставить Екатерининский стан и отступил к Донскому монастырю. Это обеспечило перелом в ходе сражения.
В августе с личным участием Минина был побеждён Ходкевич, а в октябре Москва была очищена от поляков. Кузьма Минин вместе с Дмитрием Тимофеевичем Трубецким и Дмитрием Михайловичем Пожарским управлял русским государством до созыва Земского собора, так как после объединения советов всей земли Первого и Второго ополчений в результате взятия Москвы и окончательного объединения ополчений Совет всей земли не собирался. Как и все великие князья, цари и правители Московского государства до Петра I «выборный всей земли» Кузьма Минин сам ничего не подписывал. Все грамоты, например, о созыве Земского собора, за него подписывали Д. Т. Трубецкой и Д. М. Пожарский.
В начале 1613 года, вероятно, из-за «низкого» происхождения Минина и враждебного отношения к нему казаков, контролировавших в это время Москву, его влияние ослабело: он исполнял финансовые поручения и наблюдал за имуществом конфискованных у разных лиц. Косвенно подтверждается версия о том, что Минин был противником избрания на царство Михаила Фёдоровича. Его имя отсутствует в списках участников избирательного Земского собора и лиц, подписавших принятую на этом соборе Утверждённую грамоту, а также нет среди членов посольства, направленного в Кострому к избранному царю.
Однако, на следующий день после венчания на царство (12 (22) июля 1613 года) Михаил Фёдорович пожаловал Минину чин думного дворянина (единственный в истории случай пожалования одним из высших чинов человека не дворянского происхождения), вотчины и право именоваться с полным отчеством — Кузьма Минич, заседал с тех пор постоянно в думе и получал важнейшие «посылки».
В 1614 году по поручению Земского собора, используя свой авторитет и опыт, собрал с московских купцов и посадских людей непопулярный чрезвычайный налог — «пятинные деньги» (20 % от годового дохода).
В январе 1615 года получил высокий денежный оклад 200 рублей, а также вотчину «за московское очищенье» от польско-литовского войска — село Богородское с деревнями в Нижегородском уезде (сов. г. Богородск). В мае этого же года, во время отъезда царя на богомолье в Троице-Сергиев монастырь, вместе с другими думными чинами «ведал Москву».

### Смерть
В декабре 1615/январе 1616 года вместе с князем Г. П. Ромодановским послан в Казанский уезд для «сыску» по делу о восстании черемис. Умер предположительно 8 (18) мая 1616 года, «во время розысков» в «казакских местах» (там, где население бывшего Казанского ханства несло казачью службу провозглашённой великой русской державе) по случаю восстания татар и черемис. Кузьма Минин был погребён на погосте приходской Похвалинской церкви.

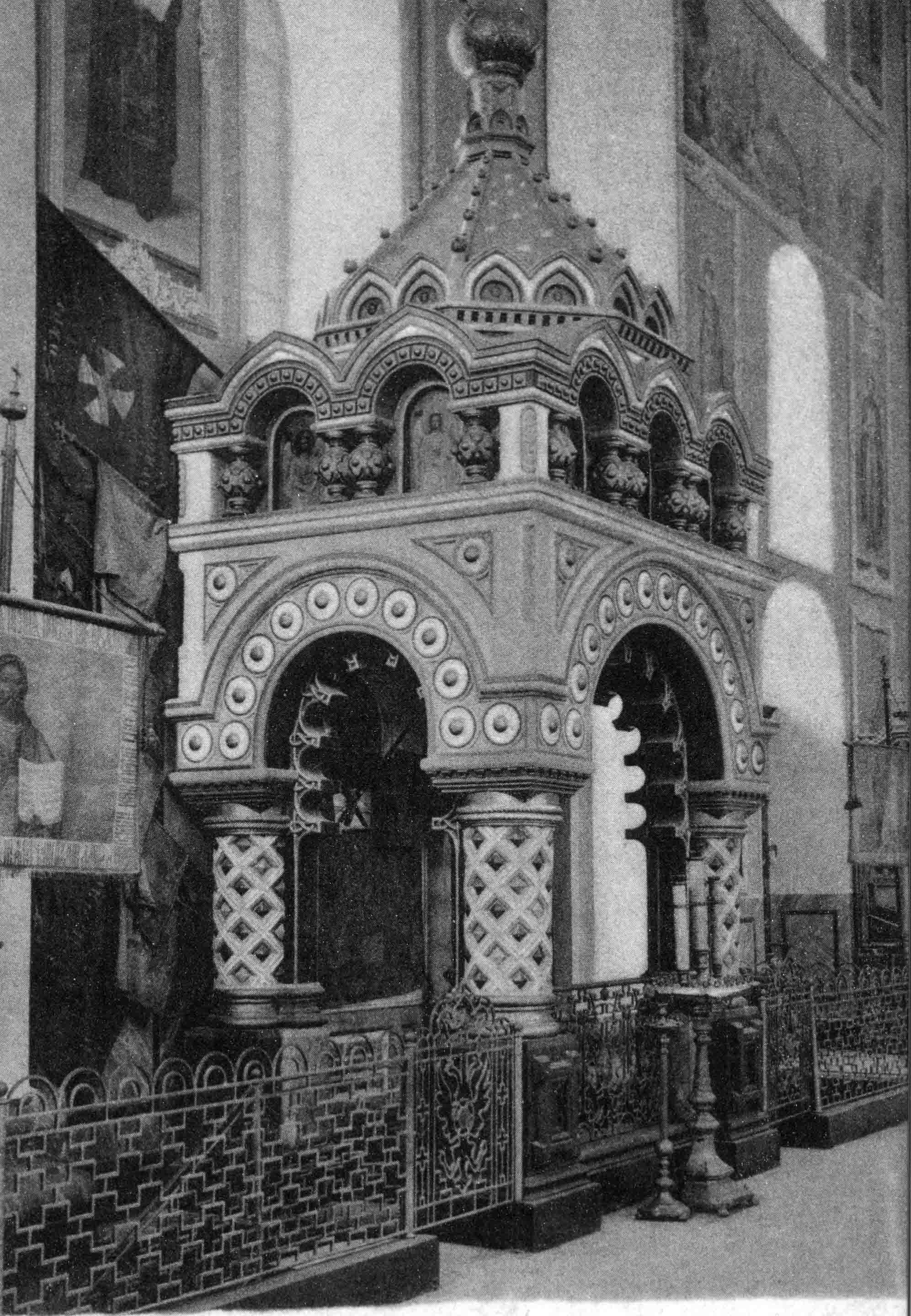
Гробница Кузьмы Минина в Спасо-Преображенском соборе кремля. Возведена Л. В. Далем в 1874 году

В 1672 году его прах был перенесён на территорию Нижегородского кремля в кафедральный Спасо-Преображенский собор первым нижегородским митрополитом Филаретом.
К 1830-м годам собор обветшал и был снесён по указанию нижегородского губернатора М. П. Бутурлина.
В 1838 году был построен новый кафедральный собор, его фундамент был на несколько десятков метров сдвинут относительно старой постройки, а прах Минина и покоящихся рядом удельных князей был помещён в подцерковье.

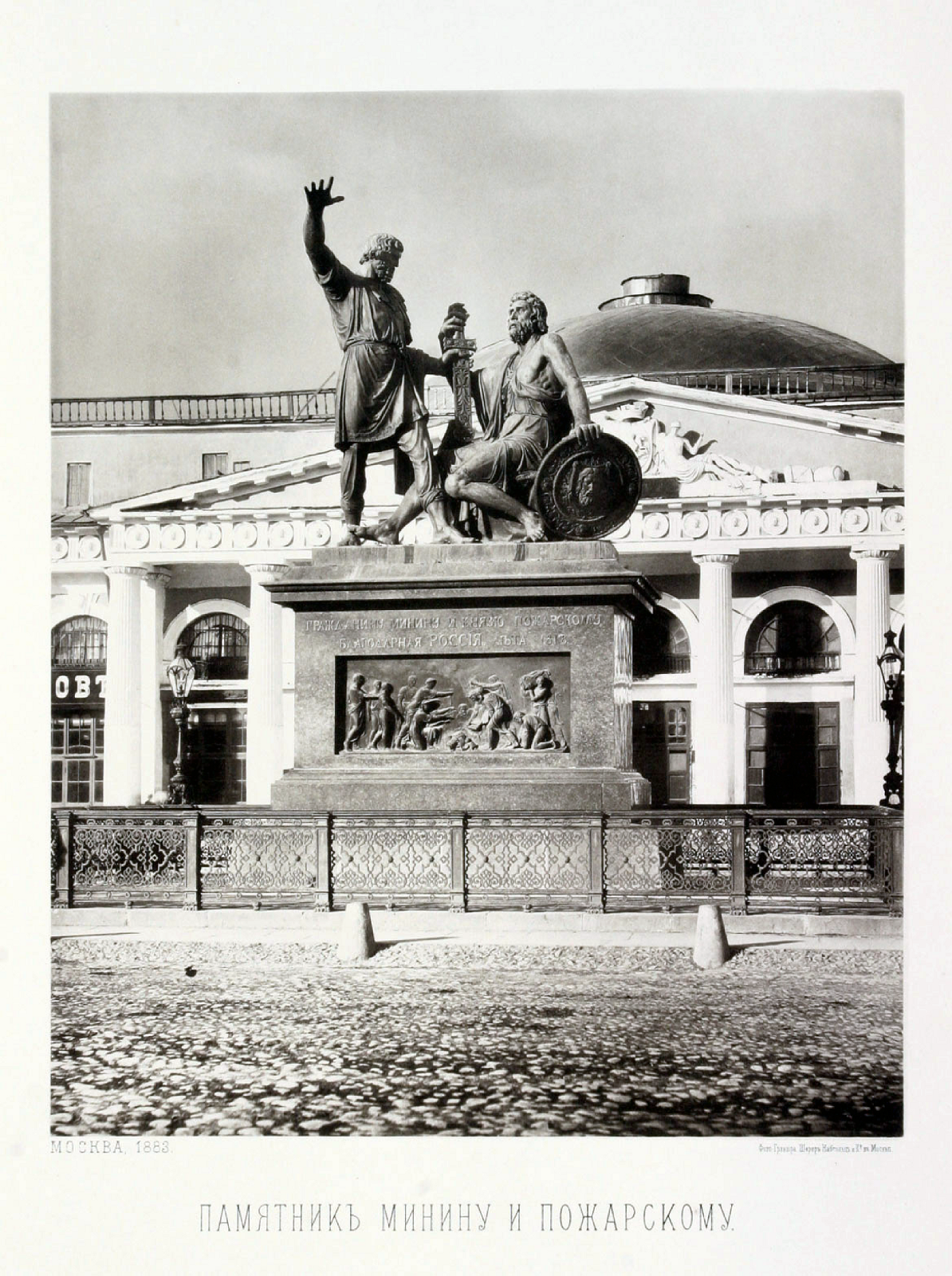
Кузьма Минин, стоящий рядом с Пожарским на Красной площади, 1883 г.

В 1930 году, после разрушения Спасо-Преображенского собора, прах был передан на хранение в историко-архитектурный музей-заповедник, а затем перенесён в Михайло-Архангельский собор Нижегородского кремля. В настоящее время на месте кафедрального собора 1838 года постройки стоит деревянный крест.
С 1962 года его гробница находится в Михаило-Архангельском соборе Нижегородского кремля.

### Семья
Отец Кузьмы Минина — Мина, мать — неизвестна. Имел брата — Сергея.
У Кузьмы (Козьмы) был единственный сын — Нефёд (Мефодий) и сестра Софья (имя в монашестве). После смерти Минина царь грамотой от 5 июля 1616 года подтвердил право владения вотчиной в Нижегородском уезде — селом Богородское с деревнями — вдове Кузьмы Татьяне Семёновне (в монашестве Таисия) и его сыну Нефёду, у которого имелся двор на территории Нижегородского кремля, хотя сам он по своей службе жил в Москве, исполняя обязанности стряпчего. Сведения о нём довольно разрознены. В 1625 году он присутствовал при отбытии персидского посла, в 1626 году состоит «у государева фонаря» на двух царских свадьбах. Последнее упоминание в дворцовых разрядах относится к 1628 году. Нефёд умер в 1632/1633 году и с его смертью род Мининых пресёкся (претензии тульских дворян Мининых на происхождение якобы от Кузьмы Минина имевшего второго сына Леонтия. противоречат сохранившимся документам XVII века). Пожалованные вотчины вернулись в государственную казну и были отданы князю Якову Куденетовичу Черкасскому.
Татьяна Семёновна Минина продолжала жить в Нижнем Новгороде. По-видимому, в преклонном возрасте она постриглась в монахини, окончив жизнь в одном из нижегородских монастырей (скорее всего, в Воскресенском, располагавшемся на территории кремля).

## Оценки деятельности
Исторический портрет Минина большинство историков (в особенности И. Е. Забелин и М. П. Погодин) описывают, как достойный почтения за его героические действия, упоминая его подвиг перед отечеством, как решительный шаг в защиту Родины, в отличие от Н. И. Костомарова, который считал его человеком «с крепкой волей, крутого нрава, пользовавшимся всеми средствами для достижения цели».

## Память

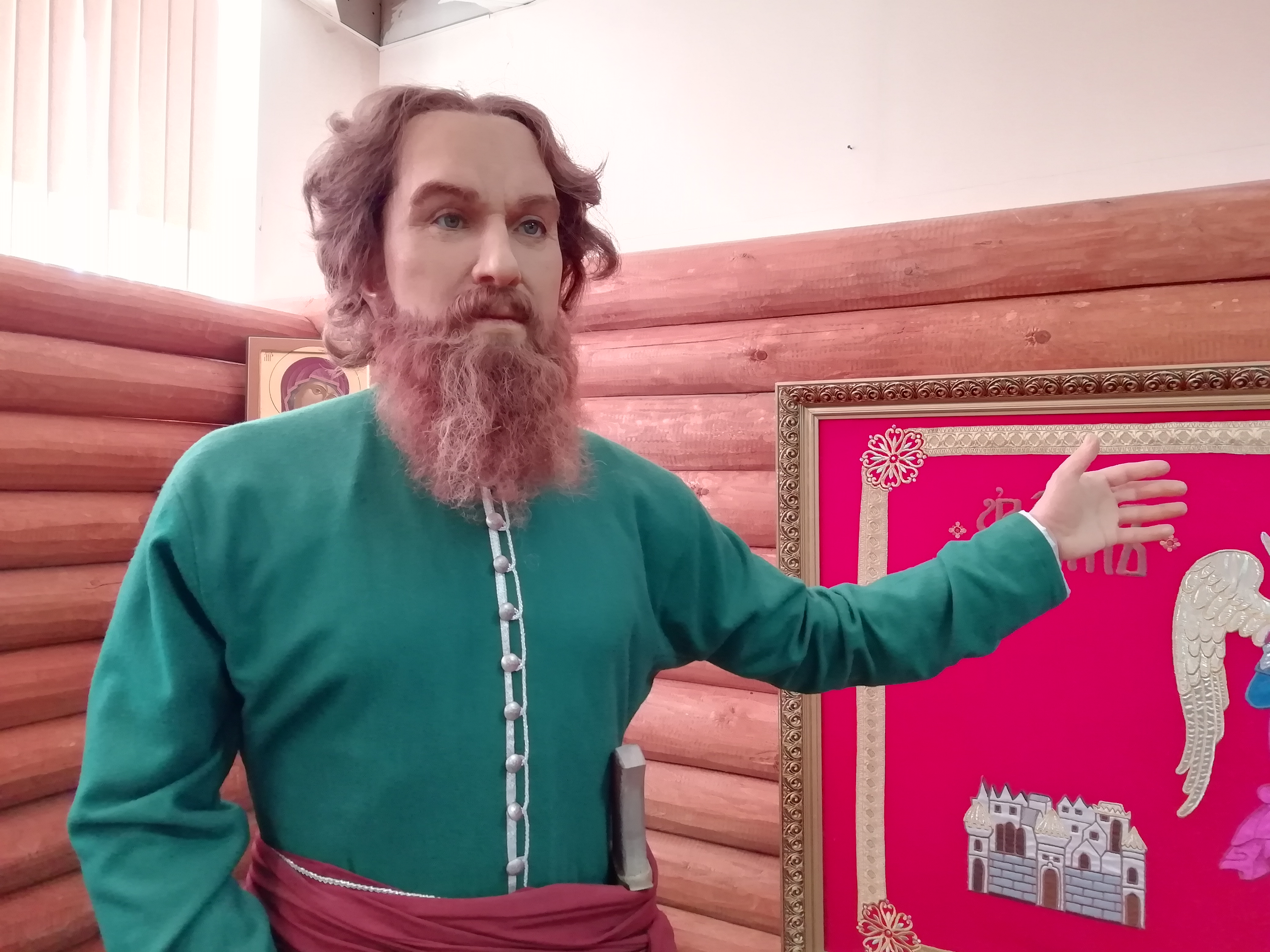
Восковая фигура Минина в Музее Кузьмы Минина (Балахна)

- 1804 — над скульптурной композицией в Нижнем Новгороде в честь Козьмы Минина стал работать И. П. Мартос. По завершении эскизов весной 1809 года в Нижегородской губернии был объявлен сбор средств. К 1811 году поступило 18 000 рублей, но 15 февраля того же года Комитет министров принял решение поставить памятник в Москве[4].
- 1807 — С. Н. Глинка. Ода «Пожарский и Минин, или Пожертвования россиян»[4].
- 1809 — С. Н. Глинка. Драма в стихах «Минин»[4].
- 1818 — Минину и Пожарскому воздвигнут памятник в Москве на Красной площади (скульптор И. П. Мартос)[4].
- 1828 — в Нижнем Новгороде стоит обелиск в честь Минина и Пожарского (архитектор А. И. Мельников), и памятник Кузьме Минину на площади Минина и Пожарского (скульптор О. К. Комов, 1989).
- 1850 — М. И. Скотти. Картина «Минин и Пожарский» (Нижегородский государственный художественный музей)[4].
- 1861 (2-я редакция 1866) — А. Н. Островский. Драматичная хроника «Козьма Захарьич Минин Сухорук»[4].
- 1862 — в Великом Новгороде, на памятнике «Тысячелетие России», есть скульптура Кузьмы Минина (автор проекта М. О. Микешин, скульптор — Залеман Р. К.)[4].
- 1878—1909 — в русском флоте стоял на вооружении крейсер «Минин».
- 1896 — К. Е. Маковский. Картина «Минин на площади Нижнего Новгорода, призывающий народ к пожертвованиям» (Нижегородский государственный художественный музей)[4].
- 1909—1917 — выходила газета «Козьма Минин».
- 1938 — М. А. Булгаков. Либретто оперы «Минин и Пожарский»[4].
- 1939 — на «Мосфильме» был снят исторический фильм «Минин и Пожарский» (режиссёры: В. И. Пудовкин и М. И. Доллер)[4].
- 1942—1945 — во время Великой Отечественной войны громил врага бронепоезд № 659 «Козьма Минин» входивший в состав 31-го Отдельного Особого Горьковского дивизиона бронепоездов (начато строительство в октябре 1941 — февраль 1942, рабочими г. Горький)[4].
- 1943 — в Нижнем Новгороде установлен памятник Минину (скульптор — Александр Иванович Колобов, член Союза художников СССР). Перенесён в 1989 году[4].
- Апрель 1960 — построен речной пассажирский теплоход «Козьма Минин».
- 1978 — в честь Кузьмы Минина назван астероид (8134) Минин, открытый советским астрономом Л. В. Журавлёвой
- 1989 — в Балахне установлен памятник Кузьме Минину работы скульптора А. И. Колобова (1943 г.), прежде стоявший в Нижнем Новгороде и заменённый памятником работы О. К. Комова.
- С 1992 — в Нижнем Новгороде проводятся Мининские чтения[4].
- 2019 — памятник Минину и Пожарскому на территории Кирилло-Афанасиевского монастыря (автор — Н. Мухин)[19].
- 2005 — в Нижнем Новгороде открыта копия московского памятника Минину и князю Пожарскому (скульптор Церетели З. К.).
- 7 сентября 2011 — имя Козьмы Минина было присвоено Нижегородскому государственному педагогическому университету[20].
- 2018 — к Мурманскому морскому пароходству приписано судно «Кузьма Минин».
- В Павлодаре в Восточном микрорайоне есть улица Минина. Улица Минина также есть в Новосибирске и Минске.

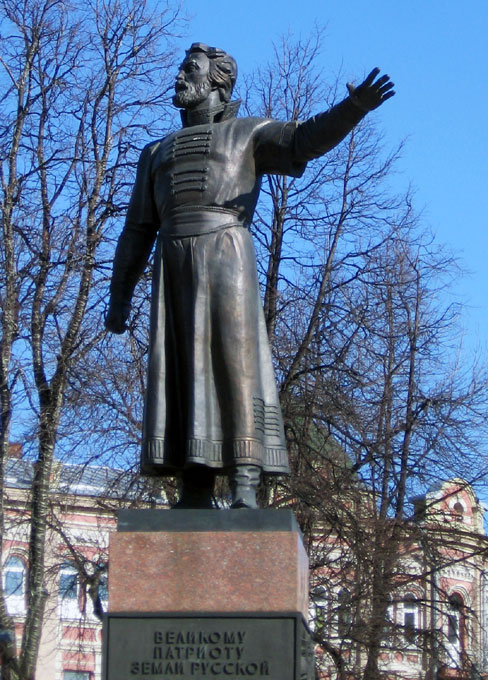
Памятник Кузьме Минину в Нижнем Новгороде
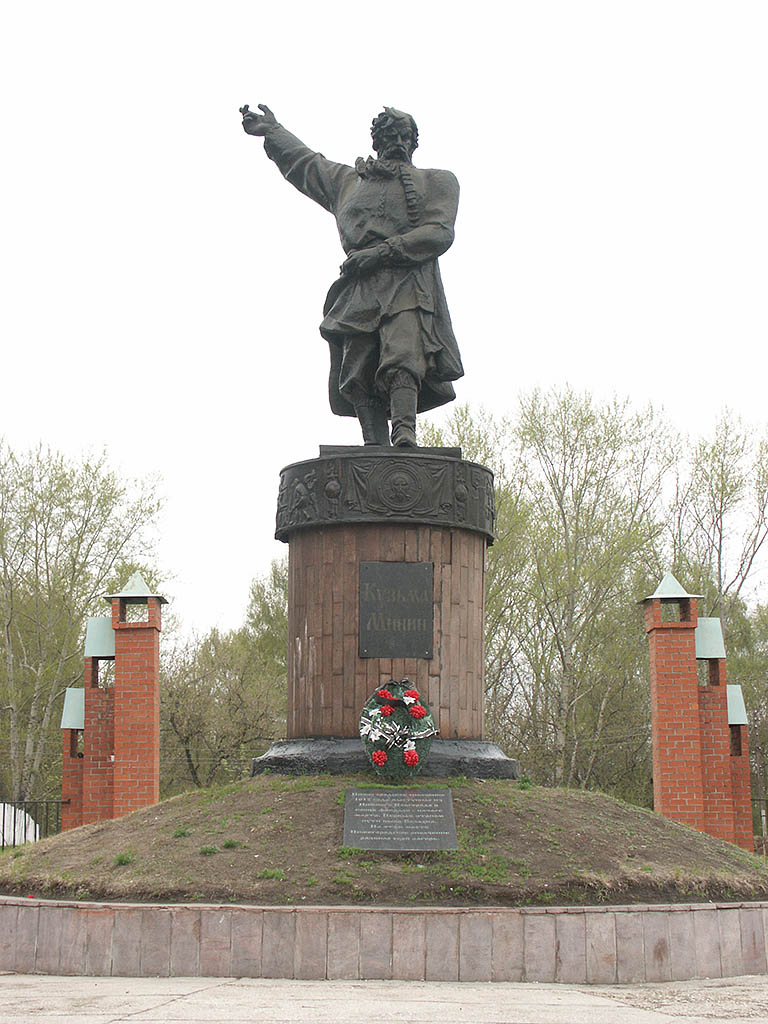
Памятник Кузьме Минину в Балахне
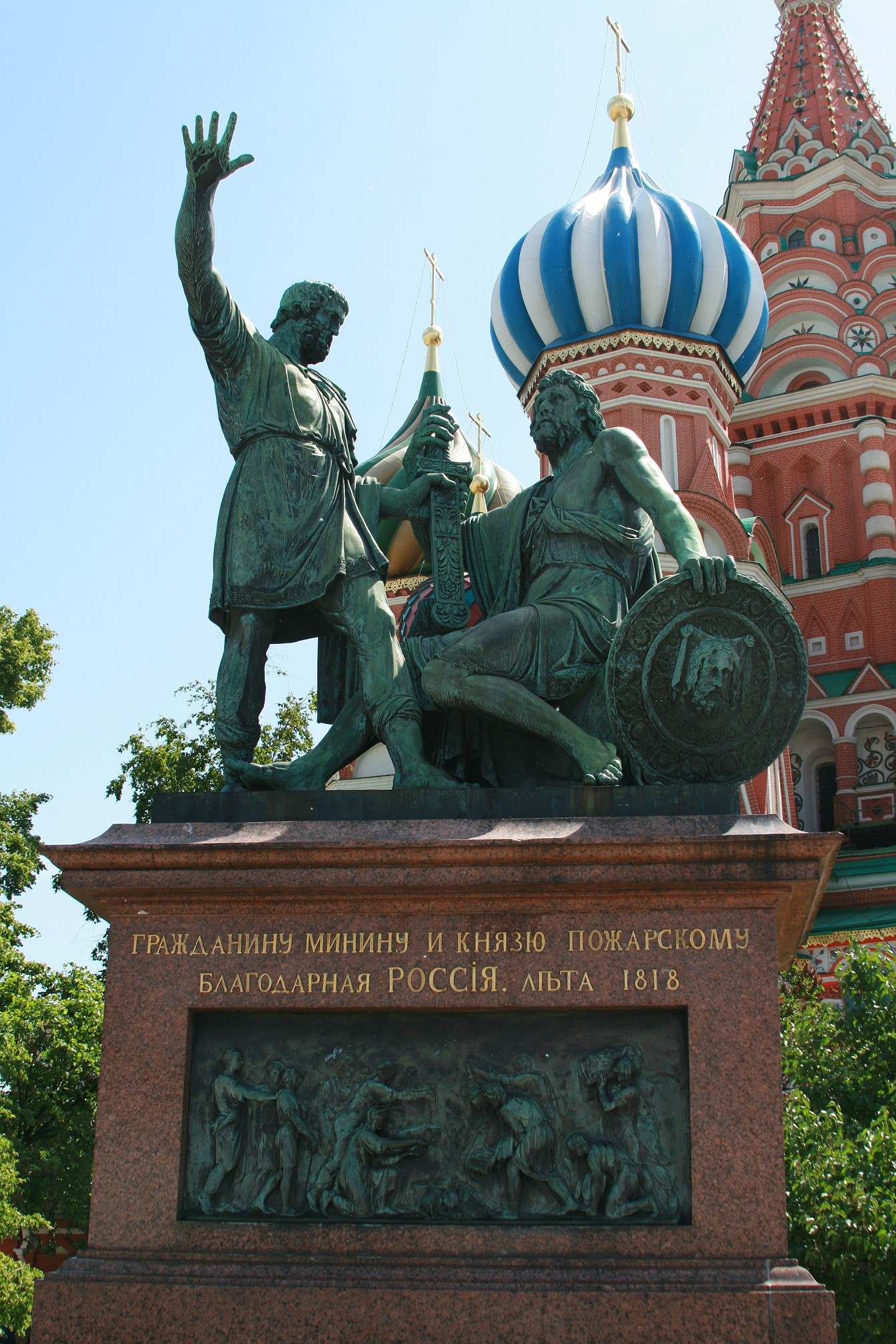
Памятник Минину и Пожарскому в Москве
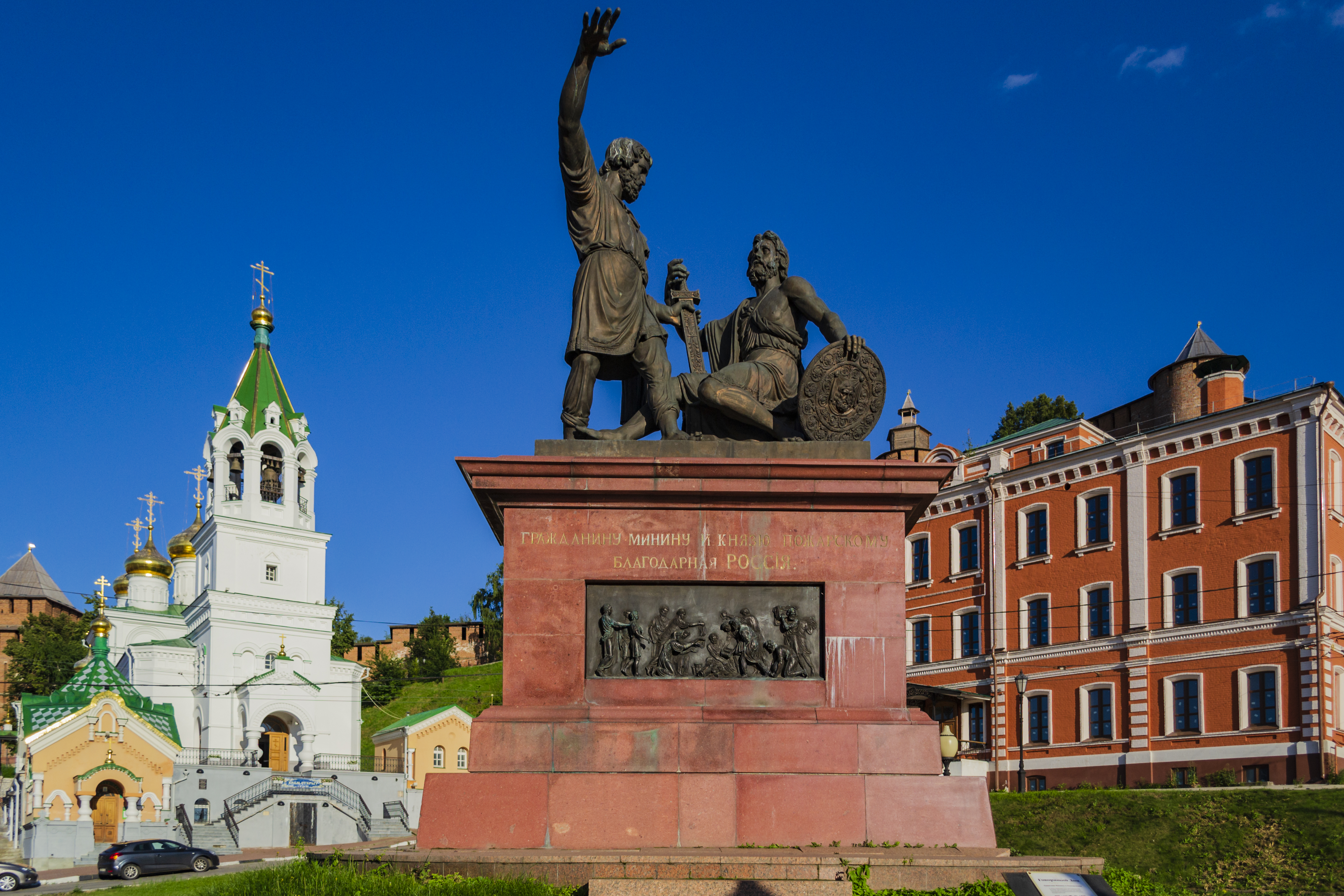
Памятник Минину и Пожарскому в Нижнем Новгороде
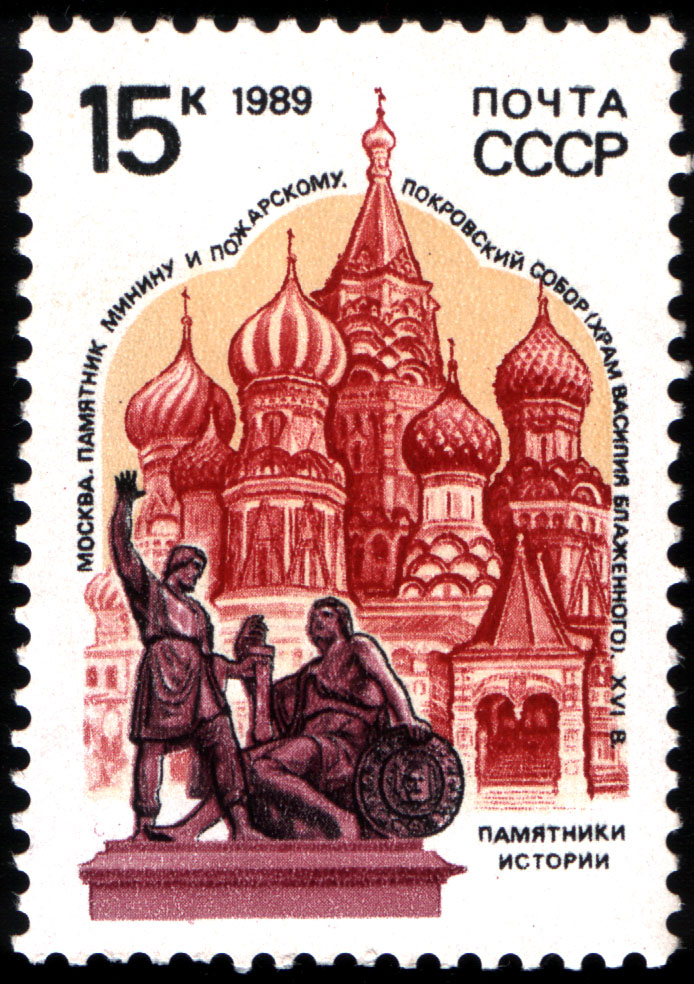
Почтовая марка СССР, 1989 год